# Nemanja Gavrić
 (août 2023).
Nemanja Gavrić, né le 20 octobre 2003 à Izola, est un footballeur slovène qui joue au poste de milieu de terrain au NK Radomlje.

## Biographie

### Carrière en club
Nemanja Gavrić est formé par l'Olimpija Ljubljana, où il commence sa carrière professionnelle en championnat de Slovénie. Il joue son premier match avec l'équipe première du club le 18 septembre 2021.
Ayant terminé la saison 2021-22 en prêt au NK Krško, Gavrić joue ensuite un rôle de plus en plus important avec l'Olimpija Ljubljana,.
Il est sacré champion de Slovénie lors de la saison 2022-23,.

### Carrière en sélection
En septembre 2022, Nemanja Gavrić est international avec l'équipe de Slovénie des moins de 19 ans.

## Palmarès
Olimpija Ljubljana
- Championnat de Slovénie
  - Champion en 2022-23